# スター漫才選手権
『スター漫才選手権』（スターまんざいせんしゅけん）は、1972年7月7日から1974年2月1日までNET系列局で放送されていた毎日放送製作の公開放送による演芸番組である。全81回。放送時間は毎週金曜 22:00 - 22:30 （日本標準時）。

## 概要
プロの漫才コンビ（お笑いチーム）と各回のゲスト出演者（スターチーム）たちが即席の漫才コンビもしくはトリオ（毎週5組）を組み、観客から出されたお題に合わせて即興漫才を披露し、審査員の審査によって回ごとの最優秀を決める。司会はロイ・ジェームス。
即席のコンビ・トリオはロープの束を使った一種のくじ引きで決めていた。まず芸人チームがロープの端を手にし、司会のロイがロープの束の中ほどをシャッフルし、そのまま持っておく。その後ゲストチームがもう一方の端を選び、ロイがロープから手を離すと、どのロープ同士が結びついたか判明し、コンビが決まるという仕組みだった。
ついで、客席から漫才の「お題」を募る。即席コンビを組んだ出演者たちは、お題に沿う内容の即興漫才を披露した。制限時間は3分。
出演者たちの漫才は4人の審査員によって審査され、優勝組と敢闘賞組の計2賞を決めた。優勝者はルーレットゲームに挑戦し、賞金の獲得を目指した。さらに優勝者は「グランドチャンピオン大会」に進出し、グランドチャンピオンに輝くと海外旅行を賭けてのルーレットゲームに挑戦できた。
20パーセント超の高視聴率を獲得した。

## 出演者
- 司会：ロイ・ジェームス
- アシスタント：海原千里・万里
- レギュラー審査員
  - 中田ダイマル・ラケット
  - 3代目三遊亭圓右
  - 丹下キヨ子

## エピソード
ロイが司会に抜擢された理由は、番組の企画・構成を担当していた上方漫才作家の足立克己がロイのファンだったためである。海原千里・万里は当時まだ無名の漫才コンビだったが、足立自身の推薦で起用された。司会のロイは「この千里・万里いうのは絶対出世するよ」と太鼓判を押した。
独特のくじ引き方法は、かつて遊廓で行われていたこよりを使ったくじ引きの応用であった。実はあらかじめ、ロープには客席から見えないように色分けがされており、事前に決定したコンビが成立するようになっていた。また、ゲストを除く出演者（漫才師および客席からお題を出すサクラ）に事前にネタの仕込みをしていたことも、足立によってのちに明かされている。
在阪局制作であったことから、上方の漫才師だけでなく、東映京都撮影所所属俳優など、関西を拠点にしているタレントが多く出演した。
番組出演をきっかけに仕事の幅を広げた人も多い。二枚目俳優からコメディ俳優に脱皮しかけていた山城新伍は、かつての役者仲間であるチャンバラトリオの南方英二と組み下ネタのボケを連発、南方のツッコミをものともしない堂々たる漫才師ぶりを見せた。これをきっかけに『独占!男の時間』をはじめテレビバラエティー番組の仕事が激増した。悪役専門の時代劇俳優として知られた吉田義夫は上方漫才界のトップスター鳳啓助・京唄子とトリオを組み軽妙洒脱な演技を披露、その後喜劇映画『男はつらいよ』シリーズのレギュラーになったり、コメディ調ドラマ『いただき勘兵衛 旅を行く』で貧乏神役を演じる等コミカルな役柄が増えたりした。

## 放送局
同時ネット
- 毎日放送（制作局）
- NETテレビ
- 北海道テレビ[2]
- 瀬戸内海放送（当時は香川県のみの県域局）[3]
- 岡山放送（当時は岡山県のみの県域局）[3]
- 九州朝日放送[4]

時差ネット
- 北日本放送：日曜 12:15 - 12:45[5]
- 名古屋テレビ：土曜 18:00 - 18:30
- 山陰中央テレビ：月曜 19:00 - 19:30[6]
- 山口放送：木曜 19:00 - 19:30[7]
- 四国放送：日曜 15:30 - 16:00[8]
- テレビ愛媛：土曜 19:00 - 19:30[7]
- 長崎放送：日曜 15:00 - 15:30[4]
- テレビ大分：水曜 21:30 - 22:00[9]
- 南日本放送：土曜 13:15 - 13:45[10]